# Zsurk
Zsurk (hongrois : Zsurk [ˈʒurk]) est une localité hongroise située dans le comitat de Szabolcs-Szatmár-Bereg. Zsurk est un village à habitat linéaire (une seule rue principale avec des parcelles en longueur), situé à l’extrémité nord du Nyírség, sur la rive gauche de la Tisza. C’est un ancien point de passage fluvial historique, situé à mi-chemin entre Kisvárda et Moukatchevo. Il s’agit de la localité la plus septentrionale de la Grande Plaine hongroise (Alföld).
Sur le territoire hongrois, Zsurk ne compte que deux communes voisines : Záhony à l’ouest et Tiszaszentmárton au sud. Au nord, la localité est bordée par la ville ukrainienne de Tchop, tandis qu’à l’est, elle est limitrophe des villages de Tisaashvan (Тисаашвань), Tisauifalu (Тисауйфалу) et Esen (Есень), tous situés sur la rive droite de la Tisza, en Ukraine.

## Nom et attributs

### Toponymie
Le nom Zsurk est d'origine anthroponymique, dérivé du prénom Sur ou Zsur, issu de la langue slavonne.

## Histoire
La première mention écrite connue de Zsurk remonte à une charte de 1067, conservée sous forme de transcription. Ce document révèle que l'ispán Péter, membre de la famille Aba, fit don de ses terres de Zsurk, parmi d’autres localités, à l’abbaye de Százd. Il mentionne également l’église du village, dédiée à Saint Martin.
En 1212, le roi André II de Hongrie attribua Zsurk au bán Bánk, ispán du comitat de Bihar. En 1322, la localité passa aux mains de la famille Losonczy Bánffy, et en 1353, elle fut mentionnée sous le nom de Surk dans les archives de la famille Zichy. Aux XVe et XVIe siècles, Zsurk appartenait aux Losonczy, puis fut intégrée au domaine de Szentmárton. En 1477, le village passa sous le contrôle du couvent de Lelesz, avant d’être acquis par la famille comtale Forgách, qui en resta propriétaire jusqu’en 1945.
Au recensement de 1556, le village comptait entre 65 et 70 habitants, un chiffre qui s’éleva à 58 familles paysannes en 1588. En 1591, le domaine de Szentmárton fut acquis par Zsigmond Forgách, et dès lors, Zsurk demeura propriété des Forgách jusqu’à la fin de la Seconde Guerre mondiale.
Au début du XXe siècle, le village comptait 139 maisons et 896 habitants, principalement réformés. En 1910, la population s’élevait à 1 027 habitants, dont 1 006 Hongrois et 18 Slovaques. Sur le plan religieux, 124 étaient catholiques romains, 760 réformés et 98 de confession juive.
D’un point de vue administratif, Zsurk fut rattaché au district de Tisza, puis, à partir de 1950, au district de Kisvárda. Lors des élections municipales de 1990 et 1994, le maire, Barnabás Pócsik, ainsi que l’ensemble du conseil municipal, furent élus parmi des candidats indépendants.
Dans les années 1990, une usine de vodka fut construite aux abords du village. Rapidement, elle devint l’un des principaux objets d’enquête contre le crime organisé en Hongrie. De nombreuses fraudes et irrégularités furent mises en lumière, et l’affaire fit grand bruit dans la presse de l’époque. Elle impliqua notamment Ferenc Baja, alors ministre de l'Environnement, qui avait accordé 80 millions de forints d’aides publiques à l’entreprise et assisté personnellement à son inauguration.

## Population

### Tendances démographiques
Zsurk compte 704 habitants, mais sa population est en déclin depuis plusieurs décennies en raison d’un vieillissement démographique marqué. Le taux de mortalité y est plus élevé que le taux de natalité, et la proportion de personnes âgées dépasse de six points la moyenne du comitat. Le solde migratoire reste faible, avec peu de départs et d’arrivées.

### Minorités culturelles et religieuses
En 2001, la quasi-totalité des habitants de Zsurk, soit 99 %, se déclaraient Hongrois, tandis que 1 % s’identifiait comme Roms.
Lors du recensement de 2011, la part des habitants s’identifiant comme Hongrois était de 82,1 %, tandis que 0,8 % se déclaraient Roms et 0,8 % Ukrainiens. Une proportion importante, 17,9 %, n’a pas souhaité répondre à cette question. Concernant la répartition religieuse, 59 % de la population se déclarait réformée, 4,5 % catholique romaine et 2,4 % catholique grecque, tandis que 5,9 % se considéraient sans confession et 26,6 % n’ont pas répondu.
En 2022, la population hongroise déclarée a augmenté pour atteindre 90,5 %. Les minorités comprenaient 1,2 % de Roms, 1,2 % d’Ukrainiens, 0,3 % de Roumains, ainsi que des communautés plus restreintes de Croates et de Ruthènes, représentant chacune 0,2 % de la population. Environ 0,7 % des habitants s’identifiaient à une autre nationalité étrangère, tandis que 9,1 % n’ont pas répondu.
Sur le plan religieux, en 2022, les réformés représentaient toujours la majorité avec 57,5 %, suivis des catholiques romains (4,3 %), des catholiques grecs (1,8 %), des orthodoxes (0,2 %) et d’autres chrétiens (0,3 %). Le nombre de personnes se déclarant sans religion s’élevait à 2 %, tandis que 33,4 % des habitants n’ont pas souhaité répondre à cette question.

## Équipements

### Éducation
L’éducation des jeunes enfants est assurée par une école maternelle de 25 places, qui comptait 33 inscrits en 1996. Les élèves de l'enseignement primaire sont transportés en autobus scolaire vers Záhony, où ils suivent leur scolarité du cours préparatoire à la huitième année.

### Vie culturelle
Les infrastructures culturelles sont modestes mais présentes. La maison du village, rénovée en 2002, sert de centre d’activités communautaires, tandis que la bibliothèque municipale, dotée de 4 300 ouvrages, est accessible aux habitants.

### Réseaux extra-urbains
Zsurk est traversée du nord au sud par la route secondaire 4115, qui permet de rejoindre Záhony et Vásárosnamény. Pour les trajets en provenance de régions plus éloignées, l’accès principal se fait via la route nationale 4, reliant la commune à l’ensemble du pays en passant par Záhony.
Sur le plan ferroviaire, Zsurk se situe à proximité immédiate de deux lignes majeures du réseau hongrois : la ligne Budapest–Záhony et la ligne Mátészalka–Záhony. La gare de Záhony, point de connexion central, est située à environ 3 kilomètres à l’ouest du centre du village.

## Économie
L’activité économique de Zsurk repose principalement sur de petites entreprises. La commune compte une société en commandite (Bt.) et dix entrepreneurs individuels. Le secteur commercial est représenté par quatre commerces de détail, dont trois épiceries.
Le taux de chômage enregistré atteint 15 %, reflétant une situation économique fragile dans la région.